# Hårgurkor
Hårgurkor (Sicyos) är ett släkte av gurkväxter. Hårgurkor ingår i familjen gurkväxter.

## Bildgalleri

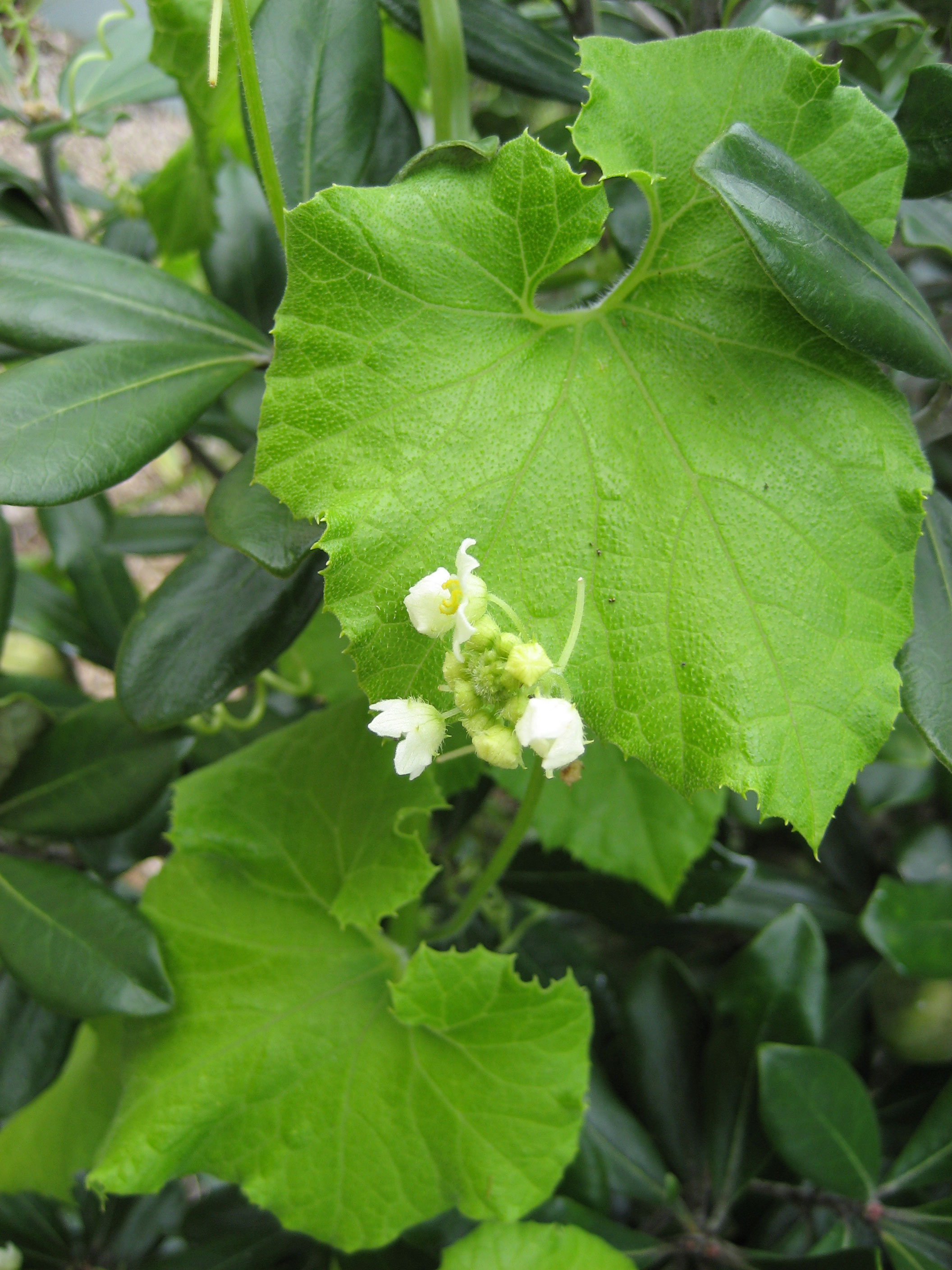
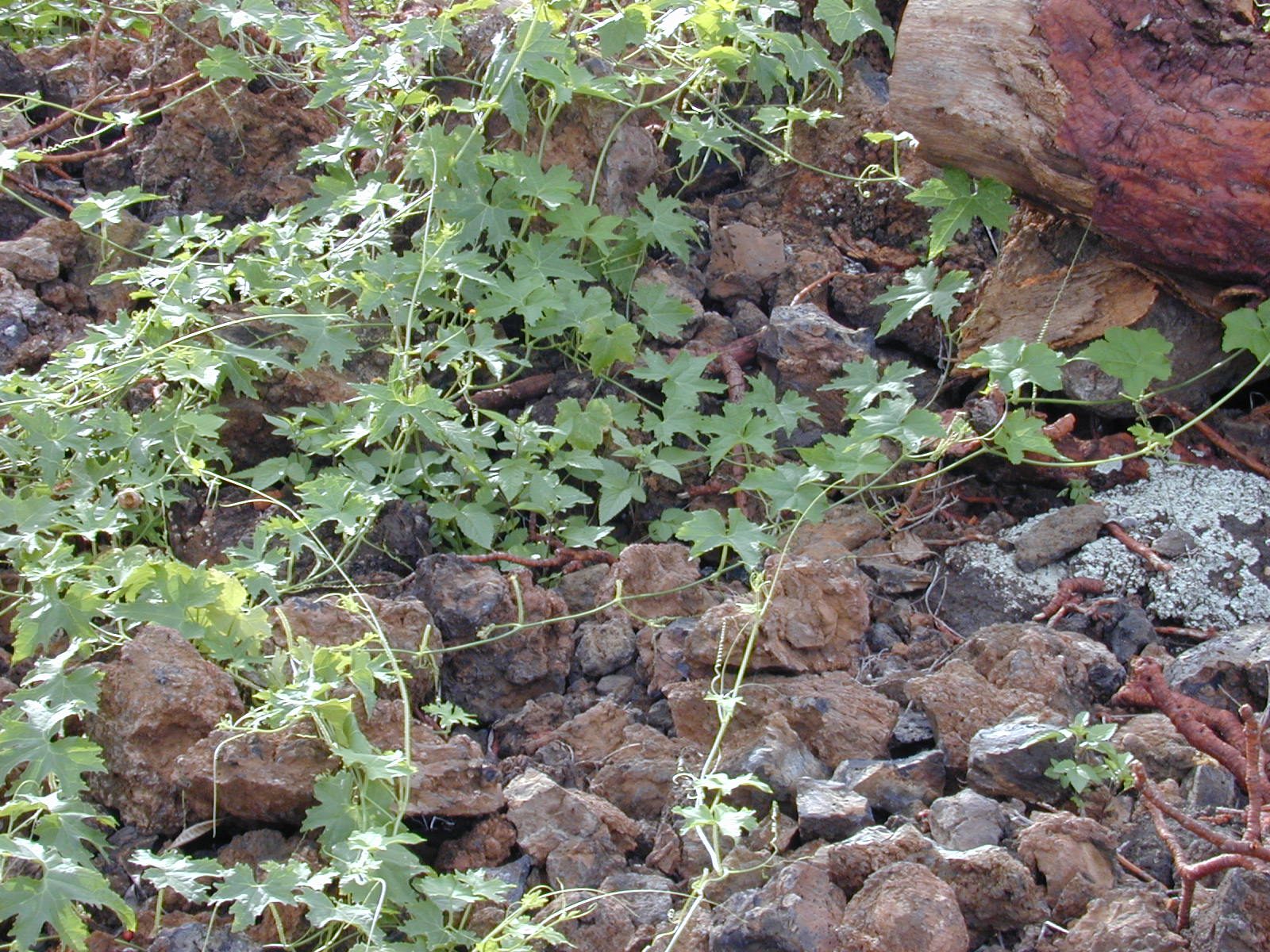
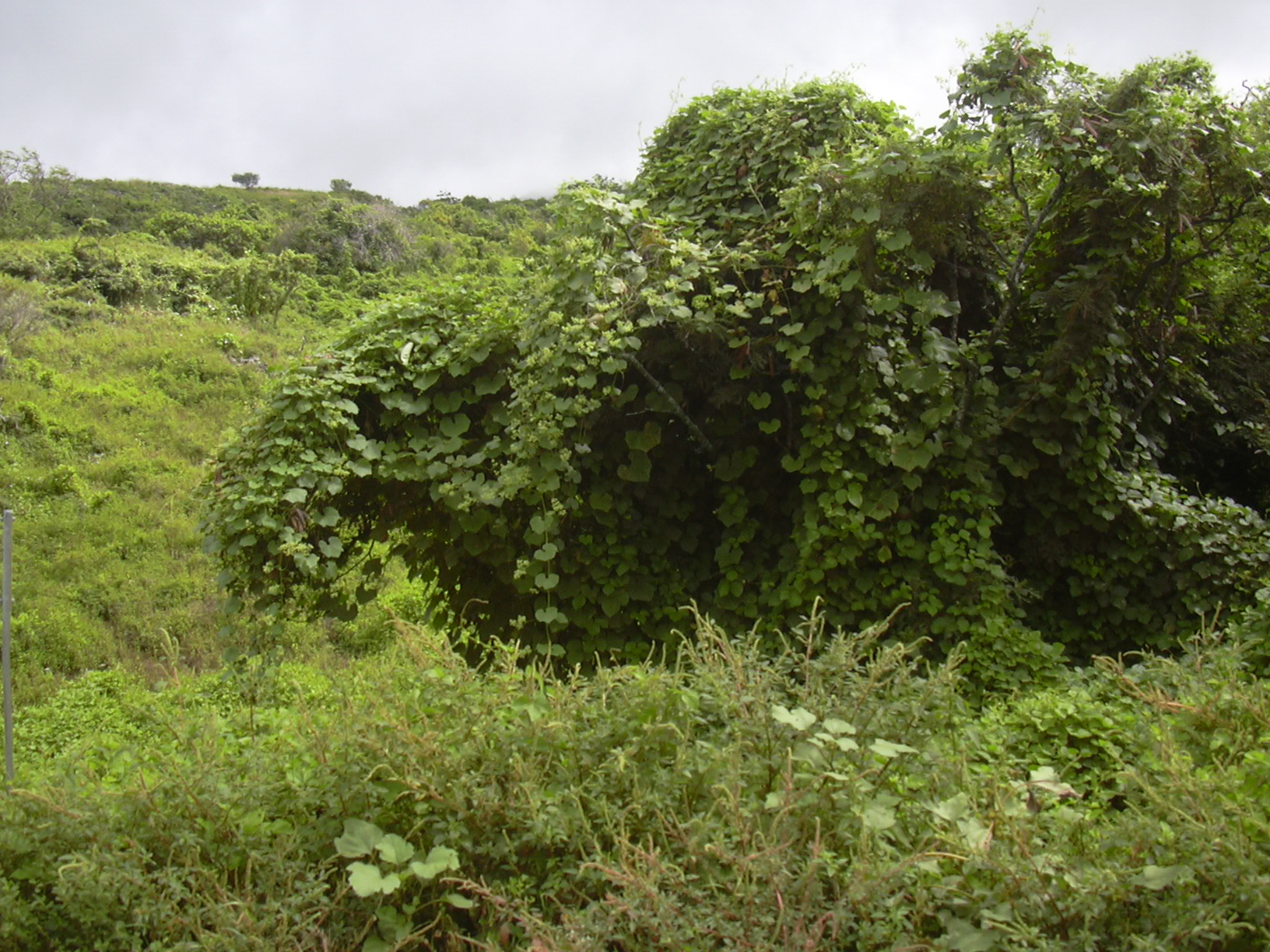
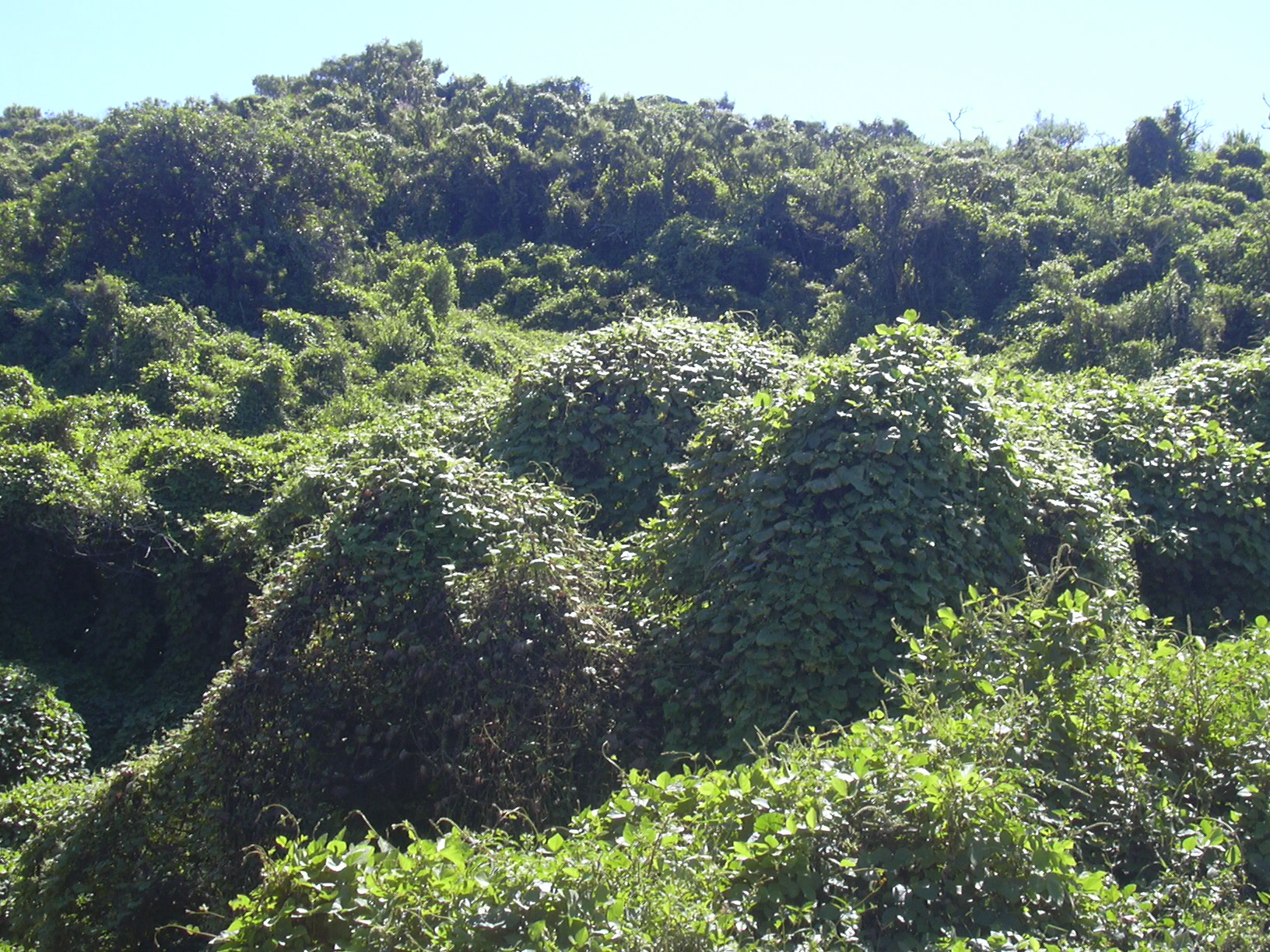
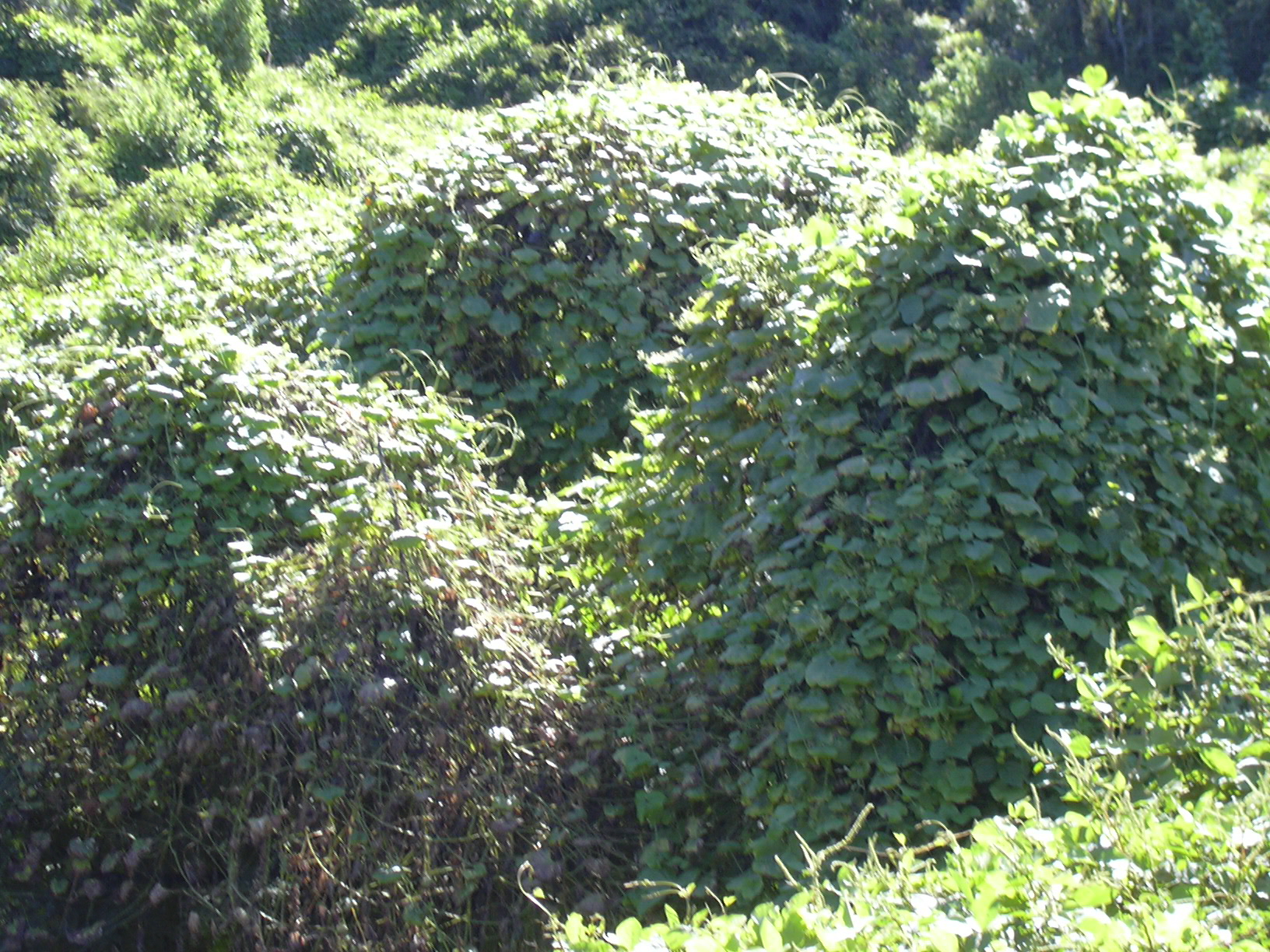

## Dottertaxa till Hårgurkor, i alfabetisk ordning[1]
- Sicyos acariaeanthus
- Sicyos alba
- Sicyos ampelophyllus
- Sicyos andreanus
- Sicyos angulatus
- Sicyos anunu
- Sicyos australis
- Sicyos baderoa
- Sicyos barbatus
- Sicyos bogotensis
- Sicyos bulbosus
- Sicyos chaetocephalus
- Sicyos chiriquensis
- Sicyos collinus
- Sicyos cordifolius
- Sicyos cucumerinus
- Sicyos davilae
- Sicyos debilis
- Sicyos dieterleae
- Sicyos erostratus
- Sicyos galeottii
- Sicyos glaber
- Sicyos gracillimus
- Sicyos guatemalensis
- Sicyos herbstii
- Sicyos hillebrandii
- Sicyos hispidus
- Sicyos ignarus
- Sicyos kunthii
- Sicyos laciniatus
- Sicyos laevis
- Sicyos lanceoloideus
- Sicyos lasiocephalus
- Sicyos lirae
- Sicyos longisepalus
- Sicyos longisetosus
- Sicyos macrocarpus
- Sicyos macrophylla
- Sicyos malvifolius
- Sicyos martii
- Sicyos mawhai
- Sicyos maximowiczii
- Sicyos mcvaughii
- Sicyos microphyllos
- Sicyos montanus
- Sicyos odonellii
- Sicyos pachycarpa
- Sicyos palmatilobus
- Sicyos parviflorus
- Sicyos peninsularis
- Sicyos polyacanthos
- Sicyos semitonsus
- Sicyos sertuliferus
- Sicyos undara
- Sicyos urolobus
- Sicyos waimanaloensis
- Sicyos vargasii
- Sicyos warmingii
- Sicyos weberbaueri
- Sicyos villosus